# Metanothippus
Metanothippus is een geslacht van hooiwagens uit de familie Assamiidae.
De wetenschappelijke naam Metanothippus is voor het eerst geldig gepubliceerd door Giltay in 1930. 

## Soorten
Metanothippus is monotypisch en omvat slechts de volgende soort:
- Metanothippus bicolor